# Interaction effective
Selon les échelles considérées, il peut être utile de simplifier une théorie plus fondamentale afin de simplifier les calculs, ou de retrouver une formulation déjà trouvée précédemment dans un cadre particulier.
Cette notion d'échelle peut recouvrir diverses grandeurs et/ou qualités : il peut s'agir de négliger la constante de Planck, et de considérer la mécanique classique comme interaction effective correspondant à la mécanique quantique ;
il peut s'agir d'échelles de dimension - ou d'énergie - reliées par la constante de Planck ; mais il peut aussi s'agir d'échelles de complexité pour aboutir à la mécanique statistique, par exemple.

On pourra notamment retrouver ce concept - en physique - dans les articles suivants :
- Théorie effective
- Théories de jauge supersymétriques
- Gravité quantique
- Théorie des cordes et plus particulièrement les différentes théories des cordes
- Brisure spontanée de symétrie